# Asztalos Sándor (jogász)
Asztalos Sándor (Nagyenyed, 1908. június 15. – Kolozsvár, 1981. november 29.) jogász, jogi szakíró.

## Életútja
Kolozsvárt volt ügyvéd; az Erdélyi Gazdasági Egyesület (EMGE) jogtanácsosaként vezette az Erdélyi Gazda jogi mellékletét, cikkei jelentek meg a Brassói Lapokban, Mikó Imrével szerkesztette a Magyar Kisebbség jogi mellékletét, a Kisebbségi Jogéletet. 1937-ben részt vett a vásárhelyi találkozó előkészítésében, a vitaülések alelnöke és egyik előadója, bekapcsolódott a MADOSZ Petőfi-akciójába.
A Bolyai Tudományegyetem jogi karán tanár (1946–52), tanulmányait a pénzügytan, munkajog és polgári jog köréből egyetemi kiadványok közölték. A Jogi Kis Könyvtár című sorozatban megjelent értekezései: Az állami döntőbíráskodás (1956); Alkalmazás, áthelyezés, a munkaszerződés felbontása (1957); Lakóházak építése állami hitellel (Fekete Györggyel, 1957, német nyelven is); A szállítási szerződések (1958); Az alkalmazottak felelőssége (Mikes Jánossal, 1959). Fordított Șerban Beligrădeanu és Aneta Grigorovici jogtudományi munkáiból (1978). Élete utolsó évtizedeiben mint a fotóművészet művelője jelentkezett; számos hazai és nemzetközi kiállításon aratott sikert. Írói arcképfotói rendszeresen megjelentek az Utunkban és irodalmi kiadványokban.